# Рабах Саадан
Ра́бах Саада́н (араб. رابح سعدان; нар. 3 травня 1946, Батна) — алжирський футболіст, що грав на позиції захисника. По завершенні ігрової кар'єри — тренер. Насамперед відомий роботою з національною збірною Алжиру, діями якої керував на двох чемпіонатах світу і трьох Кубках африканських націй.

## Ігрова кар'єра
У дорослому футболі дебютував 1964 року виступами за команду «Батна» з рідного міста, в якій провів чотири сезони, взявши участь у 150 матчах чемпіонату. Більшість часу, проведеного у складі «Батни», був основним гравцем захисту команди.
Згодом захищав кольори клубів «Константіна» та «Ель-Біар», після чого 1972 року приєднався «Бліди». Наступного року був змушений завершити ігрову кар'єру внаслідок травм, отриманих в автомобільній аварії.

## Кар'єра тренера
Перший досвід самостійної тренерської роботи здобував протягом 1979–1980 років, працюючи з молодіжною збірною Алжиру.
Успішні виступи алжирської «молодіжки» спряли його призначенню на посаду головного тренера головної збірної Алжиру, яку він тренував  протягом 1981–1982 років і згодом з 1984 по 1986. Зокрема керував діями команди на чемпіонаті світу 1986, де африканці занесли до свого активу лише одну нічию і не подолали груповий етап.
1988 року перебрався до сусіднього Марокко, прийнявши пропозицію очолити команду клубу «Раджа» (Касабланка). Того ж року привів її до перемоги у національному чемпіонаті, а наступного — до здобуття Кубка африканських чемпіонів.
Після останнього тріумфу повернувся на батьківщину, де продовжив роботу на клубному рівні з «МК Алжир», а протягом 1994–1995 років працював у Тунісі з командою «Етюаль дю Сахель».
1999 року утретє був очільником тренерського штабу збірної Алжиру, після чого тренував «УСМ Алжир». Протягом 2003–2004 знову працював з алжирською національною командою, а наступного року — зі збірною Ємену.
Після повернення до роботи на клубному рівні протягом 2006–2007 років, коли тренував «ЕС Сетіф», був уп'яте запрошений до керма збірної Алжиру. На початку 2010 року привів команду до четвертого місця на тогорічному Кубку африканських націй, а влітку того ж року поїхав на свою другу фінальну частину чемпіонату світу. Як і 24 роками раніше очолювані Сааданом алжирці завершили боротьбу вже на груповій стадії, здобувши лише одну нічию у трьох іграх. Попри це тренер продовжив роботу з національною командою, однак вже 4 вересня 2010 року подав у відставку після нічиєї у грі зі збірною Танзанії в рамках відбору на Кубок африканських націй 2012.

## Титули і досягнення

### Як тренера
- Чемпіон Марокко (1):

«Раджа» (Касабланка): 1988
- Переможець Ліги чемпіонів КАФ (1):

«Раджа» (Касабланка): 1989